# Wimbledon 1910
De 34e editie van het Britse grandslamtoernooi, Wimbledon 1910, werd gehouden van maandag 20 tot en met donderdag 30 juni 1910. Voor de vrouwen was het de 27e editie van het Britse graskampioenschap. Het toernooi werd gespeeld op de toenmalige locatie aan de Worple Road bij de All England Lawn Tennis and Croquet Club in de wijk Wimbledon van de Britse hoofdstad Londen.
Zoals toen gebruikelijk was, speelden de spelers om de titelverdediger uit te dagen in de finale "challenge round".

## Belangrijkste uitslagen
Mannenenkelspel

Finale: Anthony Wilding (Nieuw-Zeeland) won van Arthur Gore (Verenigd Koninkrijk) met 6–4, 7–5, 4–6, 6–2 
Vrouwenenkelspel

Finale: Dorothea Douglass-Chambers (Verenigd Koninkrijk) won van Dora Boothby (Verenigd Koninkrijk) met 6–2, 6–2 
Mannendubbelspel

Finale: Josiah Ritchie (Verenigd Koninkrijk) en Anthony Wilding (Nieuw-Zeeland) wonnen van Herbert Barrett (Verenigd Koninkrijk) en Arthur Gore (Verenigd Koninkrijk) 	6–1, 6–1, 6–2 
Het vrouwendubbelspel en gemengd dubbelspel werden in 1913 voor het eerst georganiseerd.
Een juniorentoernooi werd voor het eerst in 1947 gespeeld.